# Sever Pop
Sever Pop, né le 27 juillet 1901 à Poiana Ilvei, décédé le 17 février 1961 à Louvain, est un philologue romaniste roumain.